# Ouji
Ouji (王子 ou Oujisama　 (王子様) é um estilo de moda japonesa que é considerado por muitos uma versão masculina do estilo Lolita fashion. 
Ouji é inspirado no que era usado pelos meninos na Era vitoriana, mas também bebe de outras influências mais modernas. Pode ser usado por ambos os sexos e inclui camisas (sociais ou nem tanto) e blusas, knickerbockers (calças curtas presas logo abaixo dos joelhos) e bermudas longas, meias três-quartos, cartolas e boinas. As cores geralmente usadas são preto, branco, azul e borgonha, e muitos padrões como xadrez, pois e listras em cores diversas também aparecem - xadrez rosa não é incomum nas versões mais femininas do estilo. A maquiagem é normalmente leve e mínima, embora por vezes garotas usem mais maquiagem em ouji que em Gothic Lolita. 
Ryuutarou Arimura, vocalista da banda Plastic Tree e Yukke, baixista da banda Mucc, são dois dos mas populares adeptos do estilo oujisama. O termo Kodona (de "kodona otona", traduzido ao pé-da-letra como "criança-adulto") inclusive foi cunhado por Ryuutarou quando ele descrevia o seu estilo de se vestir. É geralmente usado como o nome ocidental desse estilo.